# بورصة بومباي
بورصة بومباي أو سوق بومباي للأوراق المالية (بالمارثية:मुंबई शेयर बाजार Mumbaī Śeyar Bājār) سابقا أطلق عليها اسم بورصة مومباي، تعرف على نطاق واسع باسم بورصة بومباي أو اختصارا BSE) هي البورصة الرئيسية في مدينة مومباي كبرى مدن الهند وعاصمتها الاقتصادية، لديها أكبر عدد من الشركات المسجلة في أي سوق للأوراق المالية في العالم بعدد 4700 شركة مسجلة في أغسطس 2007.
في 31 ديسمبر 2007 بلغت قيمة رسملة سوق الأسهم للشركات في البورصة 1.79 تريليون دولار أمريكي، جاعلة منها أكبر بورصة في جنوب آسيا وعاشر أكبر بورصة في العالم.
تأسست بورصة بومباي في الهند العام 1875، ومؤشر بورصة بومباي الرئيسي هو مؤشر «بي إس إي سينسيكس» أو "BSE Sensex" ويسمى كذلك «بي إس إي 30» "BSE 30".
رغم وجود بورصات أخرى في الهند إلا أن بورصة بومباي إضافة لبورصة الهند القومية ومقرها مومباي أيضا تعدان أكبر بورصتين في الهند على الإطلاق.